# Hvězdolet

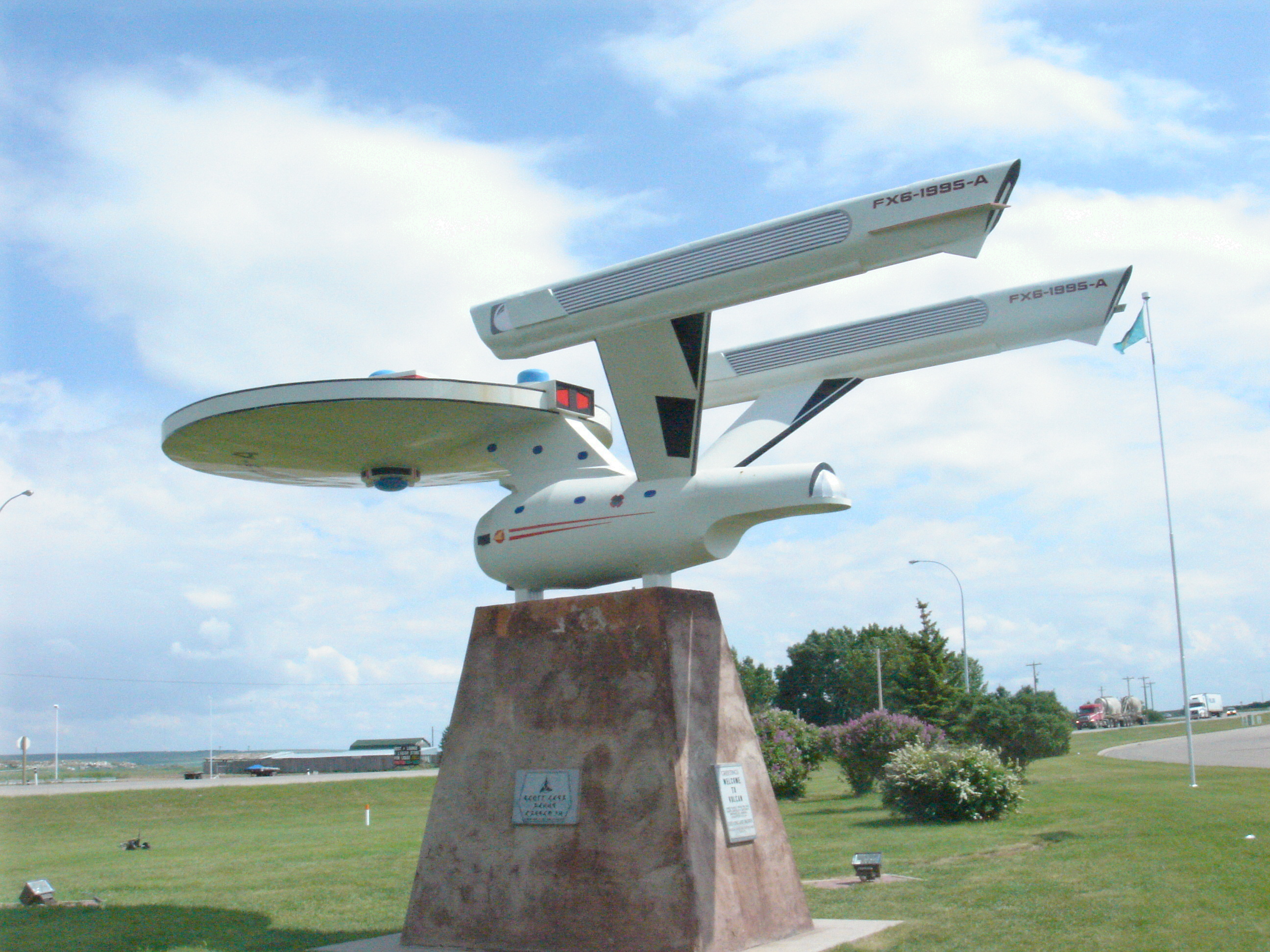
Model lodi Enterprise ze seriálu Star Trek

Hvězdolet je hypotetické fiktivní technické zařízení, které umožňuje transport lidské (nebo i jiné živé) posádky mezi jednotlivými hvězdami v kosmickém prostoru.
Jedná se o pojem, který vznikl v literárním žánru sci-fi a jako takový pak později pronikl i do příbuzného žánru fantasy. Vyskytuje se jak v literatuře, tak i v komiksech či ve filmu a v televizi (běžná audiovizuální díla).
Podobným zařízením s menším účinkem je méně frekventované slovo planetolet, což je fiktivní technické zařízení pro dopravu mezi jednotlivými planetami sluneční soustavy (nebo i jiného planetárního systému nějaké jiné hvězdy než naše Slunce).
V univerzu Warhammer 40k je také používán výraz světolet (craftworld), který označuje soběstačnou vesmírnou loď rasy eldarů.

## Příklady
- Enterprise – hvězdná loď ze sci-fi světa Star Treku
- Ikarie – mezinárodní hvězdolet z filmu Ikarie XB 1 českého původu
- Sulaco – vesmírná loď z filmu Vetřelci
- Protector – vesmírná loď z filmu Galaxy Quest
- Tantra – mezinárodní hvězdolet z knihy Mlhovina v Andromedě ruského původu Ivana Antonoviče Jefremova
- Temný plamen – hvězdolet z knihy Hodina Býka ruského původu Ivana Antonoviče Jefremova